# Ушинка (Земетчинский район)
Ушинка — село в Земетчинском районе Пензенской области России. Административный центр и единственный населённый пункт Ушинского сельсовета.

## География
Село расположено близ берега реки Ушинка в 21 км на восток от районного центра Земетчино.

## История
Поселена в 1711 г. князем Василием Сафаровичем Кугушевым; в 1712 г. сюда перевели 2 двора с двумя семьями дворовых крестьян подьячий Керенской приказной избы Иван Перфильевич Андреев и его родной брат на поместную землю их деда (РГАДА, ф. 350, оп. 1, е.хр. 38, лл. 1031-1036, 1051-1055). Многие крестьяне переведены из рязанской Мещеры, отсюда характерный говор и другие этнографические особенности. В 1782 г. - в одной меже с Большой Ижморой и др. сёлами, в селе деревянная церковь Живоначальной Троицы с приделом во имя Николая Чудотворца (РГАДА, ф. 1355, оп. 1, е. хр. 1040, лл. 14 об.–16). В 1838 г. построена новая деревянная церковь во имя Святой Троицы. В 1864-80 гг. – село казенное, центр Ушинской волости Керенского уезда Пензенской губернии, 633 двора, церковь, земское училище, базар, 5 лавок, 15 мельниц, 15 маслобоен, ярмарка на 10-й неделе после Пасхи. В 1911 г. — 1287 дворов, церковь, земская и церковноприходская школы, медицинский пункт, мельницы водяная, с нефтяным двигателем и 20 ветряных, шерсточесалка, 10 кузниц, 2 кирпичных сарая, 3 пекарни, постоялый двор, 15 лавок. 
В 1896 году в с. Ушинка был заложен каменный пятиглавый однопрестольный храм Троицы Живоначальной, освящен 10 октября 1913 года.
С 1928 года село являлось центром сельсовета в составе Земетчинского района Тамбовского округа Центрально-Чернозёмной области. В 1934 г. — 1368 дворов, центральные усадьбы колхозов «Победа», «3-й райсъезд» (в честь 3-го районного съезда Советов, принявшего решение о массовой коллективизации в начале 1931 г.), «13-й Октябрь» и «16-й год Красной Армии». В 1955 г. – центральные усадьбы колхозов имени Хрущева и имени Маленкова. В 1959 г. при селе была небольшая гидроэлектростанция. В 1980-е гг. —— центральная усадьба совхоза «Ушинский».
На 1 января 2004 года на территории села действовало 886 хозяйств, 1863 жителя.

## Население
| 1795  | 1827  | 1833  | 1838  | 1839  | 1841  | 1842  |
| ----- | ----- | ----- | ----- | ----- | ----- | ----- |
| 2035  | ↗3656 | ↗3825 | ↗4176 | ↘4117 | ↗4162 | ↘3979 |
| 1858  | 1862  | 1864  | 1868  | 1869  | 1877  | 1886  |
| ↗4325 | ↗4367 | ↘4288 | ↘4177 | ↗4288 | ↗4703 | ↘4603 |
| 1890  | 1895  | 1897  | 1900  | 1906  | 1911  | 1913  |
| ↗6059 | ↘5675 | ↗6487 | ↘6250 | ↗6552 | ↗8298 | ↘7907 |
| 1914  | 1915  | 1924  | 1926  | 1934  | 1936  | 1939  |
| ↗8091 | ↘7670 | ↗8916 | ↘7504 | ↘6406 | ↘6197 | ↘5319 |
| 1959  | 1967  | 1979  | 1989  | 1996  | 2002  | 2004  |
| ↘4755 | ↘4516 | ↘3192 | ↘2328 | ↗2390 | ↘1795 | ↗1863 |
| 2010  | 2012  | 2013  | 2014  | 2015  | 2016  | 2017  |
| ↘1377 | ↘1346 | ↘1307 | ↘1269 | ↘1229 | ↘1183 | ↘1154 |
| 2018  | 2021  |       |       |       |       |       |
| ↘1120 | ↘893  |       |       |       |       |       |

## Инфраструктура
В селе находится администрация сельсовета, отделение почтовой связи, фельдшерско-акушерский пункт, дом культуры и общеобразовательная школа.
В селе имеются средняя общеобразовательная школа (открыта в 1959 году), врачебная амбулатория, дом культуры, отделение почтовой связи.

## Достопримечательности
В селе расположена Церковь Троицы Живоначальной (1995).